# RomaSette
RomaSette è il settimanale di informazione della diocesi di Roma. In supplemento in edicola ogni domenica con il quotidiano Avvenire fornisce contenuti servizi e notizie sulla vita della Chiesa e della città di Roma e su iniziative di carattere culturale. RomaSette si inserisce nell'accentuato impegno nel campo della pastorale della comunicazione e della cultura, più volte riaffermato negli anni del suo operato dall'ex cardinale vicario Camillo Ruini anche a livello nazionale, concretizzatosi nel consolidamento dei media cattolici (Avvenire, SIR, settimanali diocesani) e nella nascita di nuovi media (Sat2000, InBlu, siti internet).

## Storia
Roma Sette, nato alla vigilia dell'Anno santo del 1975, fa parte della Federazione italiana settimanali cattolici (Fisc), che riunisce 155 settimanali diocesani d'Italia. Da oltre trent'anni – dodici dei quali in un formato tabloid – "Roma Sette" racconta la vita della diocesi di Roma. Nell'ottobre del 2004 il settimanale cambiò veste editoriale e grafica, aprendo una finestra sui grandi temi della vita cittadina e proponendo rubriche di carattere culturale.
Dal 2005 è attivo il sito internet Romasette.it; direttore responsabile della testata è Angelo Zema, coordinatore del settimanale diocesano. Il sito fornisce notizie sulla diocesi e la città di Roma, propone interviste a personaggi della cultura e della società, offre approfondimenti di carattere culturale con rubriche su arte, cinema, libri, musica, teatro.